# Chim biển

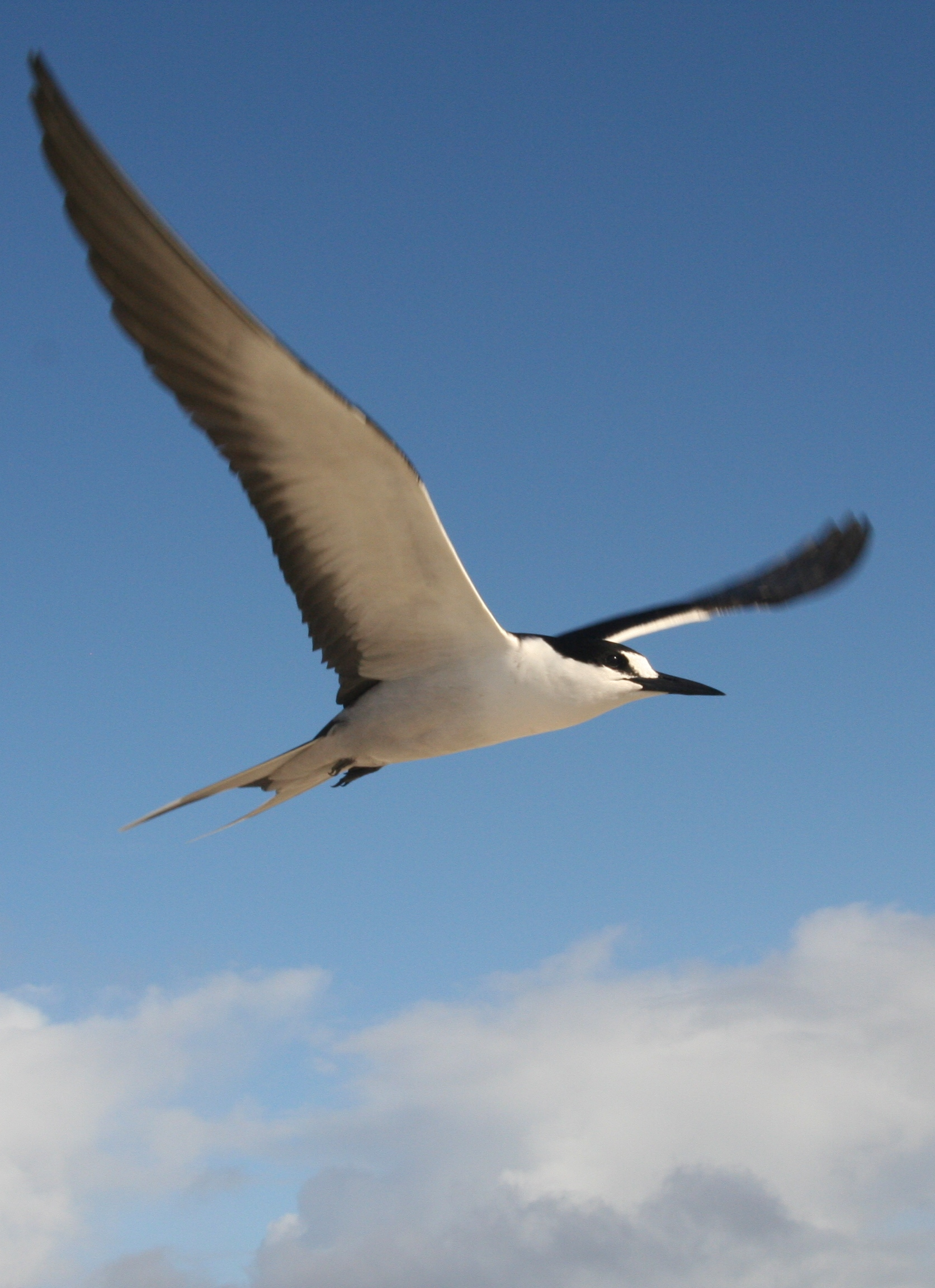
Nhàn nâu - một loài chim biển

Chim biển là những loài chim thích nghi để sống ở môi trường hải dương. Dù hết sức đa dạng về đời sống, tập tính và đặc điểm cơ thể nhưng chúng thường có những đặc điểm thích nghi giống nhau do phải đối mặt với các vấn đề giống nhau về môi trường và tìm thức ăn. Những con chim biển đầu tiên tiến hóa trong kỷ Phấn trắng còn các họ chim biển hiện đại tiến hóa trong Paleogen.
Nói chung, chim biển có tuổi thọ dài hơn, sinh sản muộn hơn và sinh ít chim non hơn các loài chim khác, nhưng bù lại chúng dành rất nhiều thì giờ cho con của mình. Đa số các loài làm tổ thành từng tập đoàn chim từ vài tá con đến hàng triệu con. Nhiều loài nổi tiếng vì những chặng đường di trú dài hàng năm, băng qua Xích Đạo hay thậm chí vòng quanh địa cầu. Chúng tìm mồi ở cả mặt biển lẫn dưới nước, thậm chí còn ăn thịt lẫn nhau. Chim biển sống gần mặt nước và gần bờ, nhưng trong một số trường hợp dành một khoảng thời gian trong năm sống hoàn toàn ngoài biển cả.
Chim biển và con người có một lịch sử lâu dài bên nhau: chim làm thức ăn cho người, hướng dẫn ngư dân tìm các đàn cá hoặc dẫn đường cho thủy thủ về đất liền. Nhiều loài hiện bị các hoạt động của loài người đe dọa nghiêm trọng.

## Danh sách họ chim biển
Sau đây là danh sách các họ chim thường được xem là chim biển:
Bộ Sphenisciformes (các vùng biển châu Nam Cực và nam bán cầu; 16 loài)
- Spheniscidae

Bộ Procellariiformes (mũi ống: xuyên đại dương và gần mặt nước; 93 loài)
- Diomedeidae
- Procellariidae
- Pelacanoididae
- Hydrobatidae

Bộ Pelecaniformes (toàn cầu; 57 loài)
- Pelecanidae
- Sulidae
- Phalacrocoracidae
- Fregatidae
- Phaethontidae

Bộ Charadriiformes (toàn cầu; 305 loài nhưng chỉ những họ được liệt kê ở đây thì mới được xếp là chim biển.)
- Stercorariidae
- Laridae
- Sternidae
- Rhynchopidae
- Alcidae